# Bledius glaciatus
Bledius glaciatus är en skalbaggsart som beskrevs av Samuel Hubbard Scudder 1890. Bledius glaciatus ingår i släktet Bledius och familjen kortvingar. Inga underarter finns listade i Catalogue of Life.